# Phyxelida mirabilis
Phyxelida mirabilis is een spinnensoort uit de familie Phyxelididae. De soort komt voor in Ethiopië.